# Heart of Stone (album)
Heart of Stone je devatenácté studiové album zpěvačky a herečky Cher, vydané v červnu roku 1989 u Geffen Records.

## O Albu
Heart of Stone je Cher druhé album u společnosti Geffen. Stejně jako u předchozího alba Cher (1987), Peter Asher, Jon Bon Jovi, Diane Warren, Guy Roche a Desmond Child stojí za autorstvím skladeb a produkcí. Bonnie Tyler a Michael Bolton zpívají zadní vokály v písni "Emotional Fire", která se na poslední chvíli nedostala na Boltonovo album The Hunger v roce 1987, stejně jako píseň "Starting Over". Album se začalo nahrávat na konci roku 1988 a pokračovalo až do začátku roku 1989, v době, kdy Cher měla vztah s Robem Camillettim, kterému album věnovala.
Cher nazpívala dvě další skladby pro toto album "Do Not Come Cryin 'To Me" a "Some Guys", ale ani jedna se na albu neobjevila. Pozměněná verze "Do Not Come Cryin 'To Me" byla obsažena na kompilaci If I Could Turn Back Time: Cher's Greatest Hits v roce 1999. Re-edice tohoto alba, podle požadavku Cher, píseň už píseň neobsahuje. Demonstrační verze "Some Guys" se stala b-side na singlu "Kdybych se mohl vrátit zpět" (7 a 12palcové singly).
"Heart Of Stone" and "If I Could Turn Back Time" byly zremixované pro budoucí singly.
Heart of Stone se v té době stala její nejúspěšnější deskou. Album se umístilo v Americe na 10. místě, což bylo poprvé, co měla sólovou desku v top desítce. V Anglii se vyšplhalo až na 7. místo. Na 1. místě se album dostalo v Austrálii. Heart Of Stone se tak stalo první mezinárodní album společnosti Geffen na prvním místě. Celosvětově se alba prodalo 11 miliónů kusů.
Album vyprodukovalo tři top10 hity a jeden top20 hit.

### Singly
Z alba vzešlo dohromady pět singlů. První z nich byl duet s Peterem Ceterou "After All" z filmu Chances Are. Vyšel 21. února 1989 a to pouze v Americe, kde se umístil na 6. místě, což bylo nejvyšší umístění od singlu Dark Lady v roce 1974. Druhý singl, "If I Could Turn Back Time", vyšel 1. června téhož roku. Stal se obrovským hitem a do dneška je to jeden z největších hitů Cher. V Americe se umístil na místě 3., v Anglii na 6. a v Austrálii přímo na vrcholu. Do Top10 se dostal i v Belgii, Kanadě, Irsku, Nizozemsku nebo na Novém Zélandu. Následujícím třetím singlem se stala skladba "Just Like Jesse James". Vyšla v říjnu 1989 a stala se dalším velkým hitem, v Americe dobyla 8. místo a v Anglii 11. "Heart Of Stone" vyšel jako singl číslo 4 23. ledna 1990. V Americe obsadil 20. místo a v Anglii 43. Poslední singl, "You Wouldn't Know Love", vyšel v roce 1990 pouze v Evropě, v Anglii se umístil na 55. místě. K písním "If I Could Turn Back Time" a "Heart Of Stone" byly natočeny doprovodné videoklipy.

## Seznam skladeb
| Pořadí | Název                                     | Autor                                                     | Délka |
| ------ | ----------------------------------------- | --------------------------------------------------------- | ----- |
| 1.     | If I Could Turn Back Time                 | Diane Warren                                              | 4:16  |
| 2.     | Just Like Jesse James                     | Desmond Child, Diane Warren                               | 4:06  |
| 3.     | You Wouldn't Know Love                    | Michael Bolton, Diane Warren                              | 3:30  |
| 4.     | Heart Of Stone                            | Andy Hill, Pete Sinfield                                  | 4:21  |
| 5.     | Still In Love With You                    | Michael Bolton, Bob Halligan                              | 3:08  |
| 6.     | Love On A Rooftop                         | Desmond Child, Diane Warren                               | 4:22  |
| 7.     | Emotional Fire                            | Desmond Child, Diane Warren, Michael Bolton               | 3:53  |
| 8.     | All Because Of You                        | Jon Lind, Sue Schifrin                                    | 3:30  |
| 9.     | Does Anybody Really Fall in Love Anymore? | Jon Bon Jovi, Richie Sambora, Desmond Child, Diane Warren | 4:12  |
| 10.    | Starting Over                             | Michael Bolton, Jonathan Cain                             | 4:09  |
| 11.    | Kiss To Kiss                              | Lind, Mary D'astugues, Phil Galdston                      | 4:23  |
| 12.    | After All                                 | Tom Snow, Dean Pitchford                                  | 4:07  |

## Umístění
| Umístění (1989) | Pozice |
| --------------- | ------ |
| Austrálie       | 1      |
| Nový Zéland     | 7      |
| UK              | 7      |
| USA             | 10     |
| Rakousko        | 15     |
| Kanada          | 17     |
| Německo         | 19     |
| Švédsko         | 19     |
| Nizozemsko      | 67     |